# Менажерные фонтаны
Менажерные фонтаны (от фр. ménagere — экономный, бережливый) — памятник архитектуры, два фонтана с круглыми бассейнами в западной части Нижнего парка Петергофа (сад Бахуса), к востоку и западу от каскада «Золотая гора».

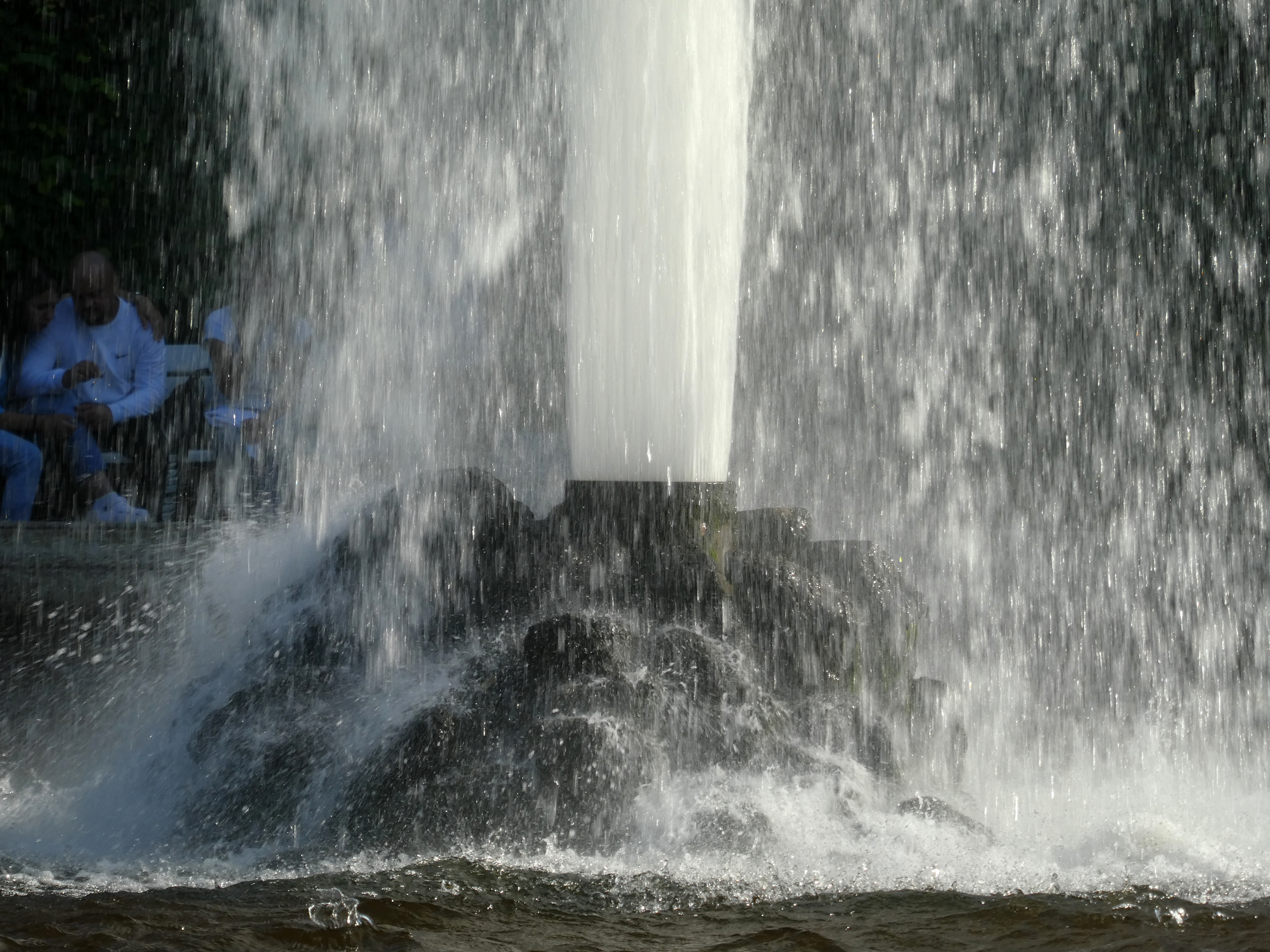
Основание восточного Менажерного фонтана

Были сооружены по приказу Петра I от 29 августа 1721 года. В первом проекте Марлинского ансамбля Николо Микетти планировал поставить фонтаны на горе, в саду за каскадом, но Пётр I указал построить на том месте трельяжную беседку, а фонтаны перенести. Император создал чертёж, по которому были отлиты медные насадки на фонтанные трубы из труб двух диаметров (или же с опрокинутым медным конусом внутри трубы) с кольцевой щелью между ними; подобная конструкция позволяла добиться создания полого водного столба диаметром 30 сантиметров и высотой около 15 метров.
Строительство фонтанов шло в 1722—1724 годы. При постройке выяснилось, что бассейны фонтанов слишком малы для такой высоты струи, и летом 1725 года бассейны были увеличены. В 1750-е годы фонтаны получили своё название, связанное с тем, что их водомёты благодаря своей конструкции используют малое количество воды; примерно в то же время струи поднимали позолоченные медные шары, при выключении воды опускавшиеся в медную сетку.
Реставрация фонтанов прошла в 1976 году — были воссозданы каменные кордоны, дно облицовано мраморными плитами.